# Vad sa pappa Åberg?
Vad sa pappa Åberg? är en barnbok skriven av Gunilla Bergström. Den ingår i serien av böcker som handlar om Alfons Åberg, och utgavs första gången 1989 på Rabén & Sjögren Bokförlag.

## Bokomslag
Bokomslaget visar Alfons Åberg, som står på en köksstege och lägger in hushållspapper i kökshyllan.